# 安东尼奥·德·内夫里哈
安东尼奥·德·内夫里哈（西班牙語：Antonio de Nebrija，1442年—1522年），文艺复兴时期欧洲学者。他曾在萨拉曼卡大学和博洛尼亚大学学习。一生大部分的时间是在埃纳雷斯堡大学讲授古典文学，他在那里成为了西班牙非常著名的人文主义学者，另外，他还在1492年出版了首部卡斯蒂利亚语语法著作《卡斯蒂利亚语语法》。

## 扩展阅读
- Nicolás Antonio, Bibliotheca Hispana Nova, i. 132 (1888)
- Prescott, History of Ferdinand and Isabella, i. 410 (note)
- Thomas McCrie, The Reformation in Spain in the Sixteenth Century (1829).
- 本条目包含来自公有领域出版物的文本: Chisholm, Hugh (编).  (第11版). London: Cambridge University Press. 1911.